# Ludwig Jost
Ludwig Jost, född 13 november 1865 i Karlsruhe, död 22 februari 1947 i Heidelberg, var en tysk botaniker.
Ludwig Jost blev filosofie doktor i Strassburg 1887, professor vid lantbrukshögskolan i Bonn-Poppelsdorf 1907, professor vid universitetet i Strassburg 1908 och i Heidelberg 1919. Jost behandlade i originalarbeten åtskilliga centrala växtfysiologiska frågor, såsom i Zur Physiologie der Wuchsstoffe, 1-4 (i Berichte der Deutschen botanischen Gesellschaft, 53, och Zeitschrift für Botanik, 30-33, 1935–1939) och utgav översiktliga framställnignar, såsom Vorlesungen über Pflanzenphysiologie (1904, 4:e upplagan Planzenphysiologie, 1923–1924, tillsammans med Wilhelm Benecke) och Baum und Wald (i Veständliche Wissenschaft, 29, 1936). han medarbetade i den av Eduard Strasburger med flera grundade Lehrbuch der Botanik (10–16:e upplagan 1909–1923)